# Ipperwash-Krise
Die Ipperwash-Krise war eine Auseinandersetzung einer Gruppe von Chippewa-Indianern mit der Regierung der kanadischen Provinz Ontario im September 1995. Im Verlauf der Krise, die sich an einem Streit um Landrechte entzündete, wurde ein indianischer Demonstrant von der Polizei erschossen. Die Ipperwash-Krise war nach der Oka-Krise die zweite größere Auseinandersetzung zwischen Mitgliedern der First Nations und dem kanadischen Staat in den 1990er Jahren und hatte ein 26 Jahre dauerndes politisches Nachspiel.

## Vorgeschichte
Die Vorgeschichte der Krise geht zurück auf die Zeit des Zweiten Weltkriegs. Im Jahr 1942 errichtete die Regierung Kanadas ein militärisches Ausbildungslager, angrenzend an den Ipperwash-Provinzpark in Ontario, das Camp Ipperwash. Das Land gehörte einem Volk von Chippewa-Indianern, der Kettle and Stony Point First Nation, die auf der Grundlage von Kriegsgesetzgebung enteignet worden waren. Das Land wurde trotz wiederholter Forderungen der First Nation nach dem Krieg nicht zurückgegeben.
Als sich die Spannungen in den 1970–1980er Jahren verschärften, besetzte eine Gruppe Indianer 1995 das Lager, aus dem sich das Militär zurückgezogen hatte, und begann im Provinzpark Barrikaden aufzubauen. Bei einer Räumung durch die Polizei von Ontario wurde der Demonstrant Dudley George vom Polizeibeamten Kenneth Deane erschossen. Deane behauptete später, er hätte Grund zur Annahme gehabt, dass George bewaffnet war, während die Demonstranten bestritten, dass sich zu diesem Zeitpunkt Waffen im Park befanden.
Die konservative kanadische Regierung verweigerte sich Forderungen, eine Untersuchung zu den Vorfällen einzuleiten. Erst 2003, als die Liberale Partei die Regierung übernommen hatte, wurde ein öffentlicher Untersuchungsausschuss eingerichtet. Im Jahr 1998 wurde der Streit um das Land, auf dem sich das Lager befand, beigelegt. Dieses Land wurde den Chippewa-Indianern zurückgegeben und eine Entschädigung gezahlt.
Zwischen 2005 und 2006 wurde eine Untersuchung des Polizeieinsatzes durchgeführt, die als Ergebnis Deane Fahrlässigkeit vorwarf und auch dem damaligen Premier von Ontario, Mike Harris, sowie der kanadischen Regierung eine Mitverantwortung an den Ereignissen gaben, die zum Tod von Dudley George führten.
Im Dezember 2007 kündigte die Regierung von Ontario an, auch das Gebiet des Ipperwash-Provinzparks an die Chippewa-Indianer zurückzugeben.

## Die tatsächliche Rückgabe 2016
Das 29. kanadische Kabinett unter Justin Trudeau hat 74 Jahre nach der Enteignung kurz nach Amtsantritt veranlasst, dass das Land endgültig an die First Nation zurückkommt. Eine namhafte Entschädigung wird an die betroffenen 16 Familien gezahlt. Insgesamt werden dafür 95 Mio. CAD vereinbart; 20 Mio. sind direkt für die Familien bestimmt, der Rest dient der wirtschaftlichen Entwicklung des Areals durch gemeinnützige Stiftungen. Die Bundesregierung säubert zeitnah das Gelände auf ihre Kosten von allen militärischen Hinterlassenschaften, insbes. nicht explodierter Munition, und wird die übrigen Umweltbedingungen erfüllen; dabei ist den Landeignern aller Respekt zu erweisen. Der Vertrag wurde am 14. April 2016 staatlicherseits von dem Verteidigungsminister Harjit Sajjan, der Ministerin für Angelegenheiten der Autochthonen und des Nordens, Carolyn Benett, und dem Chief des Stammes, Tom Bressette, öffentlich vor Hunderten von Betroffenen vor Ort unterzeichnet. Das Abkommen war im September 2015 ausgehandelt worden.
Perry Bellegarde, Chief der nationalen First Nations-Versammlung, kommentierte: Es hat 74 Jahre gedauert, aber nun steht das Land wieder zu unserer Verfügung. Bresette sagte: Damals, mit den Protesten begannen wir eine lange Reise, die heute an ihr Ziel gelangt ist. Sajjan erklärte, der Vertrag beendet ein Unrecht von langer Dauer. Ich weiß, dass diese Jahre für Sie schmerzhaft gewesen sind. Kein Mensch versteht, dass Ihre Leute im Krieg unserem Land gedient haben, aber als sie daraus zurückkamen, fanden sie ihr Land enteignet vor. Benett sagte ebenfalls, der ganze Vorgang ist nicht vorstellbar und sie hofft, dass es nun endlich einen Schlussstrich geben möge. Neben der Entschädigung ist ihr wichtig, dass es für die Autochthonen eine Heilung geben wird, dass sie sich in Zukunft sicher fühlen werden. Auch hofft sie, dass das Verhältnis der weißen Kanadier zu den First Nations sich deutlich bessert. Das Abkommen ist in den Augen der Regierung Kanadas ein historischer Schritt, ein neuer Aufbruch. Der Schmerz der Opfer sei ihr ganz bewusst.
Das unterstrich auch Bressette mit den Worten, wir haben jetzt eine Regierung, die sich wirklich bemüht, und die versucht, mit uns zu einer Zusammenarbeit zu gelangen. Er bedauert, dass erst einer der Ihren sterben musste, bis der Fall eine landesweite Aufmerksamkeit erlangte. Es sprachen auch zwei Menschen aus den Opferfamilien, die bei der Enteignung noch Kinder gewesen waren. Ein Ältester betonte, es sei ihnen bei ihrem Kampf immer um das Land gegangen, nicht ums Geld.